# Marquesado de Castellón (1657)
El Marquesado de Castellón fue un título nobiliario español creado el 8 de febrero de 1657 por el rey Felipe IV a favor de Juan Luis Berrio, caballero de la orden de Santiago, por los servicios de su hermano Martín Berrio, mariscal de los Reales Ejércitos y gobernador del presidio de la ciudad de Gaeta en Sicilia.
Este título, por ser de Nápoles, se halla declarado libre de ambos derechos de Lanzas y Media Anata por Auto del Consejo de Indias de cuatro de mayo de mil setecientos treinta y siete.
A los marqueses de Castellón les perteneció en el virreinato del Perú el alferazgo real hereditario de Lima y el empleo de tesorero general de rentas estancadas de tabacos, pólvora, naipes, etc. que obtuvieron en propiedad hereditaria.

## Marqueses de Castellón
- I marqués: Juan Luis de Berrio, casado con Eufrasia Vaca y Herrera.[5][2] Lo sucedió su hijo en 1680:
- II marqués: Pedro Luis de Berrio y Vaca[2] murió sin descendencia y lo sucedió su hermana:
- III marquesa: María de Berrio y Vaca (Madrid ?-25 de noviembre de 1709[5])

quien también murió sin descendencia, por lo que le sucedió:
- IV marquesa: María de Soto y Vaca Temporal, hija de Fernando Soto y Vaca y de Catalina Temporal Polo y Cortes.[2] Como entró en religión le sucedió su hermano:
- V marqués: Miguel Soto y Vaca Temporal (m. Madrid, 15 de abril de 1730).[3] Le sucedió su prima hermana:[2]
- VI marquesa: Francisca Teresa Soto y Puente[2] (Lima, 1680-Lima, 19 de febrero de 1733), marquesa de Selva Hermosa, que se le diese posesión del título y mayorazgos fundados por el regidor Alonso Pena, respecto a ser prima hermana del último poseedor, la que en efecto se le confirió el 6 de octubre de 1732.[3] Casada en 1708 con José de Buendía Pastrana Corchado y Herrera,[2] natural de Huancavelica, nieto de Juan de Buendía y Gutiérrez de la Caballería, que vino al Perú en 1607 a administrar la famosa mina de azogue de Huancavelica.[6] Le sucedió por auto expedido por el alcalde de Casa y Corte Gregorio Valle y Clavijo en la Villa de Madrid el 17 de julio de 1734 su hijo:
- VII marqués: José Javier de Buendía y Soto,[2] III marqués de Selva Hermosa y alférez real hereditario de Lima[7] (Lima, 1710-1773), alcalde de Lima[8] en el año 1749 por resolución judicial expedida en Madrid en 17 de julio de 1734. Fue alguacil mayor de Cruzada y se casó en 1735 con Julia de Santa Cruz y Centeno, hermana de la marquesa de Moscoso y de Otero e hija del II conde de San Juan de Lurigancho. Le sucedió su hijo:
- VIII marqués: Juan Manuel Francisco de Buendía y Santa Cruz[2][9] (Lima, 1740-?), caballero de la orden de Carlos III y casado el 27 de enero de 1769 con Leonor Lezcano Mondejar y Hurtado de Mendoza. Fue alcalde interino de Lima en 1795 y regidor perpetuo del cabildo de Lima. Le sucedió en 1800 su hijo:[a]
- IX marqués: Juan Joseph de Buendía y Lezcano (Lima, 1745-1807),[10] regidor perpetuo del cabildo de Lima y casado en 1797 con María Josefa Carrillo de Albornoz y Salazar, hija de Fernando Carrillo de Albornoz y Lagunas,[10] conde de Montemar y de Monteblanco. Le sucedió su única hija:
- X marquesa: Clara de Buendía y Carrillo de Albornoz,[2] casada con Diego de Aliaga y Santa Cruz.[11] No dejó descendencia y al no dejar instituidos herederos, el título quedó extinguido.[2]